# 普拉佐圖克反猶暴動
普拉佐圖克反猶暴動發生在1936年3月9日，波蘭拉多姆縣普拉佐圖克鎮的猶太社區，是波蘭兩次大戰期間最重大的反猶暴力事件，並引起世界的關注。在第二次世界大戰將近爆發前，發生在波蘭一系列的反猶太屠殺之一。

## 事件經過
當地農民因為受到波蘭的民族民主黨政客的反猶太宣傳煽動，有組織的抵制猶太人經營的商店，之後逐漸升級到攻擊猶太商店的暴力浪潮。猶太人自主防衛，就在快要暴動的前兩天，有一些猶太居民在市鎮廣場遭到當地居民有預謀的襲擊，但沒有重大事件。兩天之後在市場集會的一天，農民開始攻擊猶太人，最終事件以2名猶太人和1名波蘭人死亡而結束。

## 審判和影響
事件過後有多人被逮捕，審訊隨著事件發展在6月2日展開，涉及43位波蘭人和14名猶太人被告，後者以對波蘭農民的暴力行為被指控。判決在6月26日宣布，17位猶太人判處8年6個月的刑期，而39位波蘭人判處1年6個月的刑期。被告的猶太人宣稱出於自衛，但法庭駁回了這些論據。判決一出，讓在波蘭的猶太社區群情激憤，導致全國性的罷工。
這起事件的報導也震驚了波蘭的猶太居民，還有世界各地的猶太人。並促起波蘭猶太人顯著的移民潮 。
莫迪凯·戈比尔在1938年創做的一首歌《我們的小鎮著火了》便與此事件有關。
這起反猶情緒幾天後傳到臨近城鎮，陸續有猶太人受害。到暴力事件終止之前，大約有80名猶太人被殺害。整個1935年到1937年間，在波蘭的琴斯托霍瓦、卢布林、比亞韋斯托克和格羅德諾等地皆發生反猶暴動。

## 註腳
1. 1 2  （中文）. 美國大屠殺紀念館.   [2012-02-21]. （原始内容存档于2017-07-09）.
2. 1 2  Emanuel Melzer, No Way Out: The Politics of Polish Jewry 1935-1939. Monographs of the Hebrew Union College 19. Cincinnati: Hebrew Union College Press, 1997.
3. 1 2  David Vital, A people apart: the Jews in Europe, 1789-1939, Oxford University Press, 1999, ISBN 0-19-820805-7, Google Print, p.784
4. 1 2 3  Gilbert, Sir Martin. The Holocaust: A History of the Jews of Europe During the Second World War. Henry Holt and Company. 1986:  51. ISBN 978-0030624162.
5. ↑  . Music of the Holocaust. United States Holocaust Memorial Museum. undated  [2009-07-26]. （原始内容存档于2009-07-27）.

## 外部連結
- 莫迪凱·戈比爾蒂希－－『我們的小鎮著火了 （页面存档备份，存于）』（意第緒語原始版，附中文歌詞）